# 271 Penthesilea
271 Penthesilea este un asteroid din centura principală, descoperit pe 13 octombrie 1887, de Viktor Knorre.